# Pedro Gutiérrez Bueno
Pedro Gutiérrez Bueno, nascut el 1745 i traspassat a Madrid el 1822, fou un químic i farmacèutic espanyol, introductor de la nova química de Lavoisier a Espanya.

## Biografia
Cursà els estudis dels Reales estudios de San Isidro. Superà els exàmens del Real Tribunal del Protomedicato i fou admès en el Real Colegio de Boticarios de Madrid, amb la qual cosa pogué obrir una farmàcia a Madrid l'any 1777. Fou deixeble de José Viera y Clavijo, un ferm defensor de la teoria del flogist.
L'any 1785 fou nomenat professor de química en el Colegio de Cirugía de San Carlos i, l'any 1787, en el Real Gabinete de Historia Natural. Fou en aquesta època en la qual va veure la necessitat de millorar els texts i els mètodes docents que s'estaven emprant a finals del segle xviii. Fou farmacèutic major del Rei i l'encarregat de la direcció del laboratori del Ministerio del Estado (els altres dos laboratoris de l'Estat foren dirigits per dos químics francesos, Joseph Louis Proust dirigí el de la Real Academia de Artillería de Segòvia i François Chavaneau el del Ministerio de Hacienda). L'informe desfavorable de José Viera y Clavijo contra Gutiérrez Bueno i Chavaneau, per acceptar les noves teories de Lavoisier i la nova nomenclatura química, propiciaren el tancament dels laboratoris. L'any 1799 es reunificaren en el Laboratorio Real de Madrid, sota la direcció de Proust, que tenia una visió moderna de la química.
Durant els primers anys del segle xix Gutiérrez Bueno ocupà la càtedra de química en el Colegio de Cirugía de San Carlos, i l'any 1804 ocupà el càrrec de director i professor del nou Colegio de Farmacia de Madrid.

## Obra
El govern espanyol encarregà treballs relacionats amb la química com censures de llibres i informes sobre l'elaboració de pólvora, la instal·lació de parallamps, el reconeixement de mines i, especialment, la fabricació de tintes. Realitzà treballs d'anàlisi química i activitats industrials: a Cadalso de los Vidrios dirigí una fàbrica d'un compost de clorur de mercuri (II) usat per a finalitats mèdiques, una d'àcid sulfúric en el Manzanares (probablement fou l'introductor del mètode de les cambres de plom a Espanya) i una de blanqueig de teixits a la Granja de San Ildefonso aplicant el mètode de Berthollet.
Gutiérrez Bueno es formà en la teoria del flogist de Becher i de Stahl. Així la seva primera obra Instrucción sobre el mejor método de analizar las aguas (1782) la redactà seguint la teoria del flogist i criticava les noves idees de Lavoisier i col·laboradors. Però anà evolucionant i en el seu llibre Curso de química (1788), recopilació de les seves lliçons, ja no es mostrava partidari de cap de les dues teories, emprant una o l'altra segons quina s'ajustava millor a cada cas particular. Això va produir bastant confusió entre els seus alumnes. Aquest mateix any publicà Método de la nueva nomenclatura química traducció de l'original francès de Guyton de Morveau, Lavoisier, Berthollet i Fourcroy però no hi va incloure el diccionari que relacionava els noms antics amb els moderns, ni les memòries de Hassenfratz i Adet que reemplaçaven els símbols químics i les taules amb els nous símbols, que sí que va incloure en una segona edició el 1802 així com una taula amb les equivalències entre les mesures espanyoles i les del sistema mètric decimal. En aquesta traducció deixà sense modificar les paraules franceses (óxide, sulfate, etc.), la qual cosa no segueix les recomanacions dels autors que aconsellaven emprar els substantius llatins per a les traduccions i només canvià algunes paraules que podien resultar conflictives (per exemple anomenà al nitrogen azoote en lloc del francès azote). Cal destacar que la traducció la va fer només un any després de l'original francès, al mateix temps que en Anglaterra i molt abans que a la resta de països europeus.

### Obres
- Instrucción sobre el mejor método de analizar las aguas (1782)
- Curso de química (1788)
- Método de la nueva nomenclatura química (1788)